# Península de Fosheim
A península de Fosheim fica na parte ocidental da ilha Ellesmere, na Região de Qikiqtaaluk, território de Nunavut, no Canadá. Eureka, comunidade permanentemente habitada, fica no norte do fiorde Slidre, alguns quilómetros a este do Eureka Sound. Embora a península tenha sido avistada pela primeira vez pelo explorador polar Adolphus Greely em 1881, só foi explorada em 1899 por Otto Sverdrup, que lhe deu o nome em homenagem a Ivar Fosheim, membro da expedição.